# Jäger (soldat)

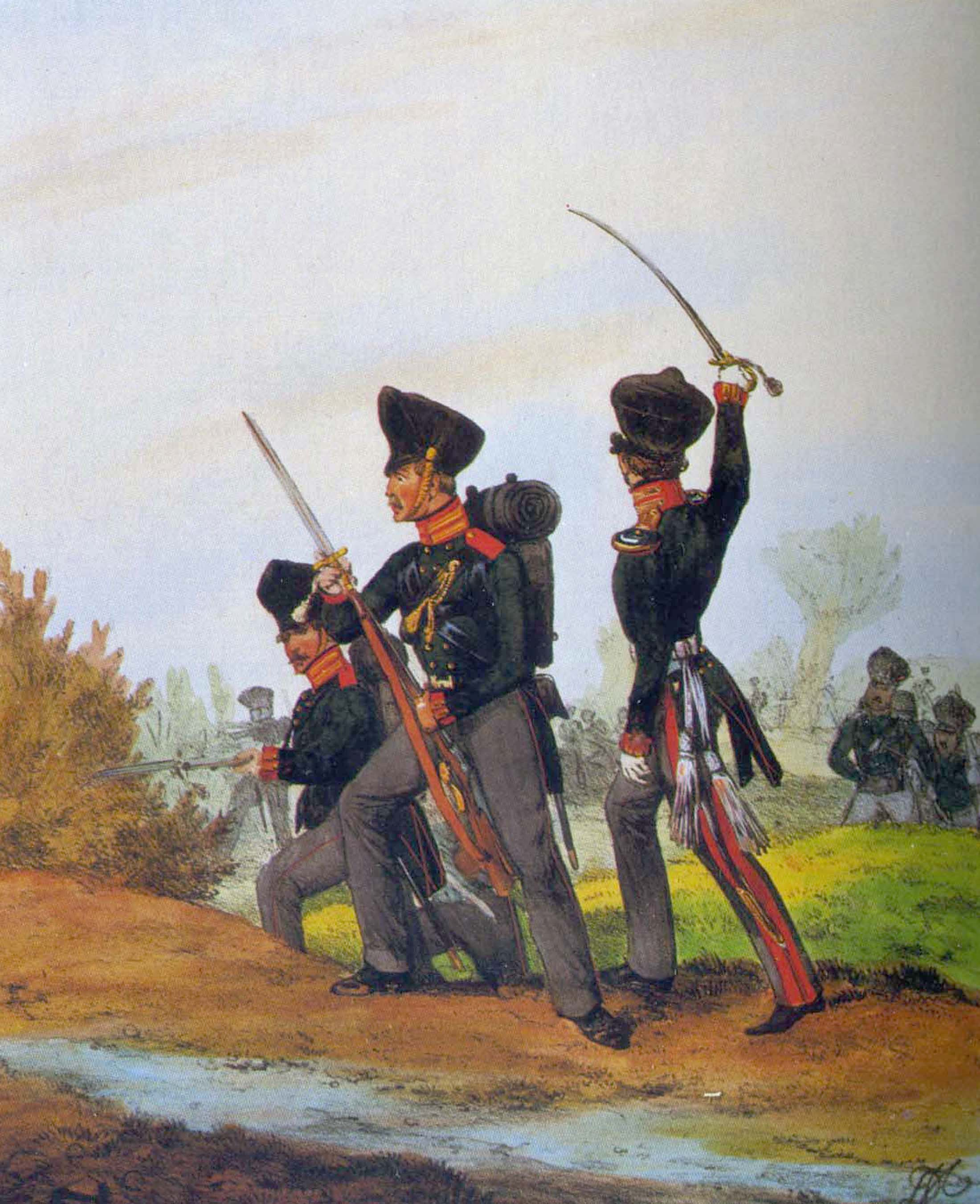
Jägeri din Hessa, mijlocul sec. al XIX-lea

Utilizarea cuvântului Jäger (în germană „vânător,-i”; pronunție germană IPA: ['je:gɘ:]; scris cu majusculă; alternativ, în lipsa semnului diacritic umlaut: Jaeger și Jager (incorect)) a fost extinsă și în domeniul militar în epoca iluminismului în țările germanofone și cele influențate de practica militară germană pentru a descrie un tip de infanterie ușoară. Termenul în sensuri militare este utilizat și în prezent. Inițial cuvântul Jäger era folosit în germană numai pentru a desemna un vânător.
Jäger formează în germană mai mulți termeni compuși: Gebirgsjäger („vânător de munte”), Panzerjäger („vânător de tancuri”); polițiștii militari din bundeswehrul Germaniei sunt numiți Feldjäger, iar avioanele de intercepție și luptă se numesc Jagdbomber („avioane de vânătoare”; Jagd „vânătoare”).

## Epoca napoleoniană
Jägerii au devenit un tip popular de soldați în timpul războaielor napoleoniene, când voluntari de origine burgheză au fost organizați pentru a rezista invaziei lui Napoleon și ocupării ținuturilor de limbă germană din Europa. Continuând tradiții anterioare, în Prusia acești „vânători” erau voluntari patrioți care își finanțau pe cont propriu sau din donații particulare armamentul și uniformele. Rezistența împotriva lui Napoleon a făcut un număr mare de victime, mai ales printre ofițeri, ceea ce a determinat promovări numeroase în cadrul armatei. Până la sfârșitul războaielor napoleoniene, majoritatea subofițerilor din armatele statelor germane proveniseră din unitățile de Jägeri.

### Imperiul Austriac
Austriecii au organizat Jägerii în batalioane. Generalul Leopold Josef von Daun considera că batalionul era unitatea de mărime ideală pentru „vânători”, deoarece companiile erau prea mici pentru a avea un impact semnificativ, în timp ce regimentele complete erau prea costisitoare. Alt general, de Ligne, scria: „Nu ar trebui să-i spui unui recrut: «Te voi face Jäger!» În loc de aceasta trebuie să-i iei din păduri. Știu cum să se cațere pe o stâncă, cum să se ascundă în una din acele crăpături căscate în pământ după o secetă mare sau îndărătul unui stejar falnic. Înaintează încet și prudent, pentru a nu face niciun zgomot și, astfel, se pot strecura până la un post de observație ca să-l ia prin surprindere sau pot împușca generalii inamici.”  
În 1801 a fost constituit regimentul Tyroler Feld Jäger (Tiroler Feldjägerregiment). Colonelul său era marchizul Chasteler de Courcelles. În 1805, această unitate era alcătuită din patru batalioane a câte șase companii. În 1808 regimentul tirolez de Feldjägeri a fost desființat și înlocuit cu nouă batalioane de Jägeri (cele nouă „divizii” de Jägeri creșteau la nivel de batalion pe timp de război). În 1809 în timpul campaniei de la Wagram erau nouă batalioane de Jägeri și nouă companii de cartier general. În 1813 numărul batalioanelor de Jägeri a crescut la 12.
Până în 1797-1800, Jägerii folosiseră Repetierwindbuchse M 1780, o pușcă cu aer cu repetiție și încărcător de 20 de cartușe. Aceasta a fost retrasă din cauza problemelor tehnice. Jägerii din primul și al doilea rând erau înarmați cu muschete scurte, pe când cei din al treilea rând erau dotați cu puști. Subofițerii aveau de asemenea puști. Pușcașii nu aveau numai 60 de cartușe ca restul soldaților, ci 100.
Jägerii beneficiau de un antrenament excelent. În bătălia de la Leipzig, batalionul 5 Jägeri a format un careu din alergare, a tras un voleu și și-a așteptat soarta cu baionetele pregătite. Jägerii foloseau terenul, arborii și casele ca acoperire. În bătălia de la Wagram din 1809, un batalion de Jägeri s-a adăpostit într-un șanț de scurgere la 100 de pași în fața satului. Când coloanele franceze au mărșăluit spre sat, Jägerii s-au ridicat și au tras un voleu de la mică distanță. 
De câteva ori, Jägerii au fost folosiți și pentru a ataca fortificații. De exemplu, în 1813 la bătălia de la Dresda, batalioanele I și II jägeri au atacat reduta nr. 3, apărată de către francezi. Jägerii au avansat printr-o furtună de gloanțe și mitralii și au sărit în șanț. Au forțat înaintarea spre palisadă, dărâmând-o și urcând peste ea în redută. După o încinsă luptă la baionetă, francezii au fost învinși și au fugit în Grădinile Spitalului. Jägerii au capturat șase tunuri și reduta.